# Jan Veenhof
Jan Veenhof (nacido el 28 de enero de 1969) es un exfutbolista neerlandés que se desempeñaba como defensa.
Jugó para clubes como el Groningen, Omiya Ardija, FC Den Bosch, Tirana, Toronto Lynx y SC Veendam.

## Trayectoria

### Clubes
| Club         | País         | Año         |
| ------------ | ------------ | ----------- |
| Groningen    | Países Bajos | 1988 - 1998 |
| Omiya Ardija | Japón        | 1998 - 2000 |
| FC Den Bosch | Países Bajos | 2001 - 2002 |
| Tirana       | Albania      | 2002 - 2003 |
| Toronto Lynx | Canadá       | 2003        |
| SC Veendam   | Países Bajos | 2003 - 2005 |